# Грушівка (Феодосійський район)
Гру́шівка (до 1945 року — Суву́к-Сала́, крим. Suvuq Sala) — село в Україні, Феодосійського району Автономної Республіки Крим.

## Історія
За не підтвердженими іншими джерелами відомостями, перша церква (каплиця св. Марії Магдалини) була побудована в перші століття нашої ери, зруйнована гунами та відновлена у VI столітті. В 1330 в селищі з'явилися вірмени. У 1361—1381 роках ними було збудовано нову церкву св. Ніни та св. Григорія (за іншими даними — в 1375, на пожертвувані якимось Саркісом Агасяном 400 динарів). Точно датований лише хачкар, знайдений у селі — на ньому стоїть дата, 1483.

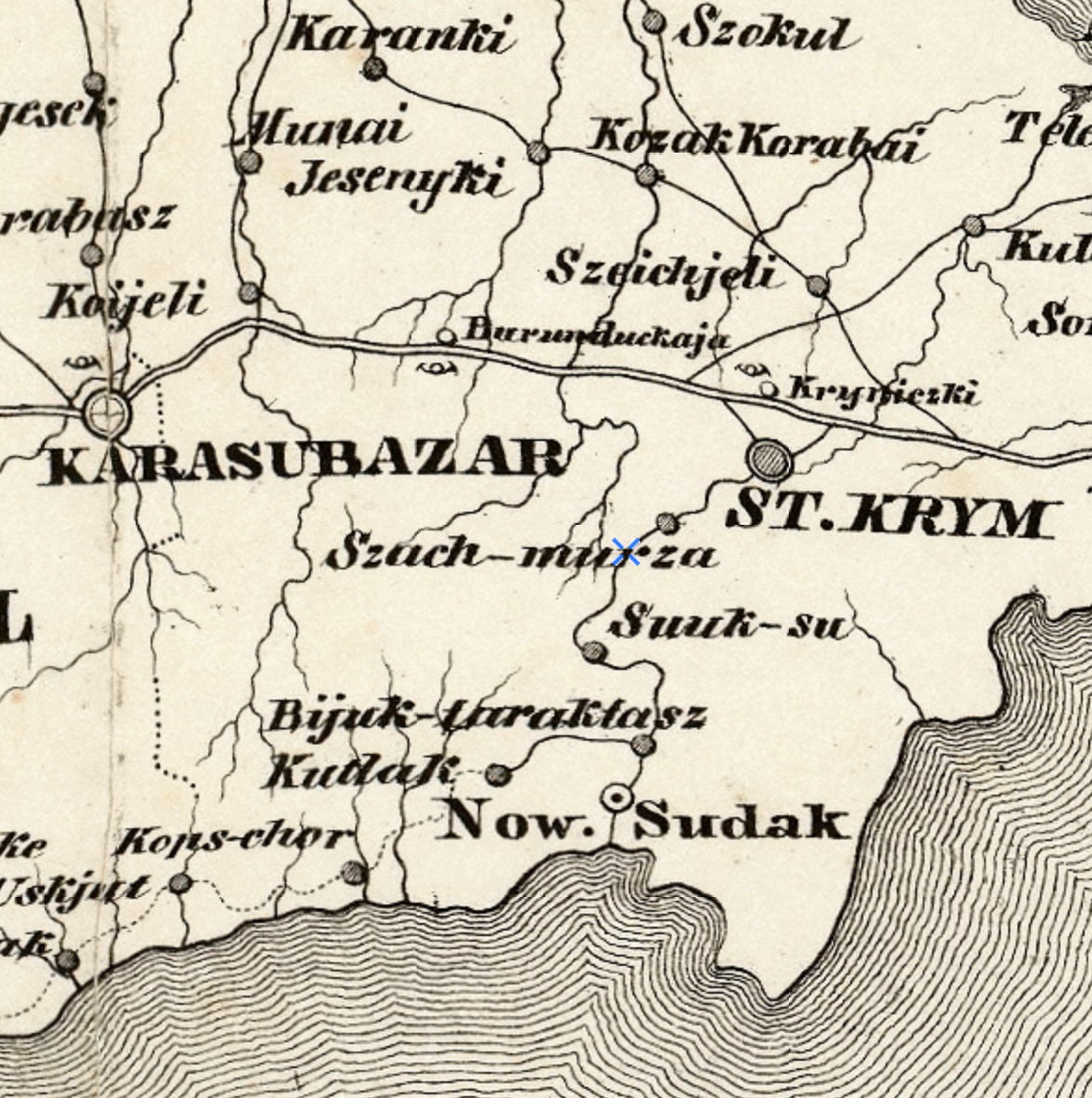
Військово-топографічна п'ятиверсна карта Криму полковника Бетєва 1842 р
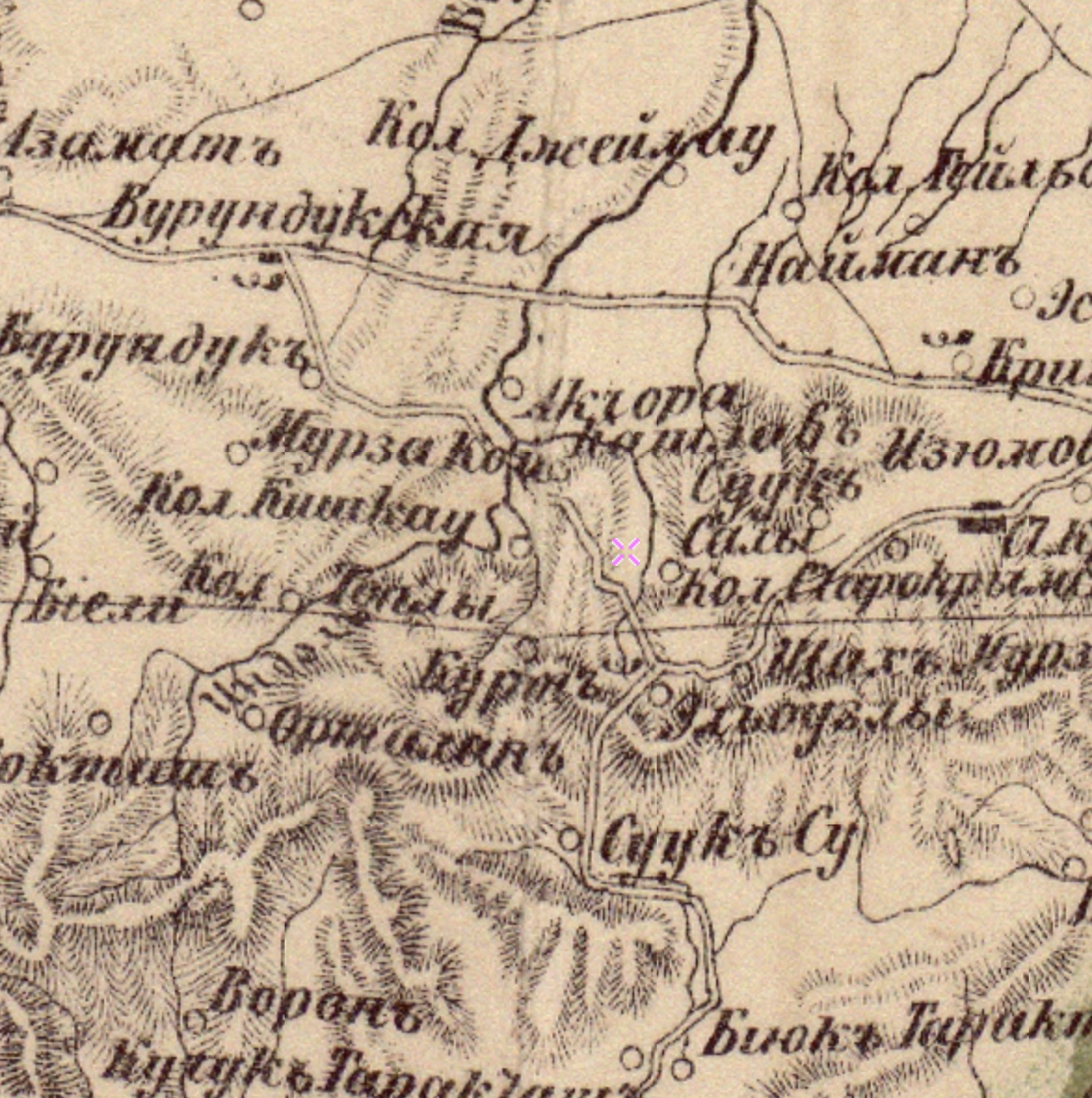
Карта Таврійської губернії видання Ільїна 1859 року

Село залишалося вірменським до 1778 року, коли, 18 вересня, згідно з «Відомістю про виведених із Криму в Приазов'ї християн» А. В. Суворова, із Сали на нижній Дон було насильно переселено 224 особи (115 чоловіків і 109 жінок), всі вірмени, що заснували поблизу міста Новий Нахічевань село Мец-Сала. За відомостями генерал-поручика О. А. Ігельстрома від 14 грудня 1783 до виведення християн у селі Сувук Сала залишалася 1 ціла церква. Відповідно до «Ведомости… какие христианские деревни и полных дворов. И как в оных… какие церкви служащие, или разорённые. …какое число священников было…» від 14 грудня 1783 в селі Сала було 35 вірменських дворів Поселення деякий час порожніло — воно не згадано в Камеральному Описі Криму… 1784 серед сусідніх сіл Старо-Кримсько кадилика Кефінського каймакаму.
Після анексії Кримського ханства Російською імперією (8) 19 квітня 1783, (8) 19 лютого 1784, іменним указом Катерини II сенату, на території колишнього Кримського Ханства була утворена Таврійська область і село було приписано до Левкопольського, а після ліквідації в 1787 Левкопольського — до Феодосійського повіту Таврійської області. З 1792 року в Сали заселяли відставних солдатів Таврійського легкоконного полку. На 1793 в селі проживало 275 дорослих жителів (134 чоловіки і 141 жінка). У праці Петра Симона Палласа «Спостереження, зроблені під час подорожі південними намісництвами Російської держави у 1793—1794 роках» це описано так:
|  | Біля струмка Суок-сала засноване велике село для відставних солдатів і матросів, ці землі дуже родючі і лісисті.. |

Згідно з довідником Михайла Родіонова «Статистико-хронологічно-історичний опис Таврійської єпархії» в 1779 році в Салах відкрито Знам'янську церкву. Після Павловських реформ, з 1796 по 1802 рік, входила до Акметецького повіту Новоросійської губернії. За новим адміністративним поділом, після створення 8 (20) жовтня 1802 Таврійської губернії, Сали був включений до складу Байрачської волості повіту Феодосії.
За Відомістю про кількість селища, назви цих, у них дворів … що у Феодосійському повіті від 14 жовтня 1805 року, в селищі Сали дворів не значилося, враховано 108 жителів — військових поселян. На військово-топографічній карті генерал-майора Мухіна 1817 селище позначено як Суук сала з 63 дворами. Після реформи волосного поділу 1829 року російське селище Сали, згідно з «Відомістю про казенні волості Таврійської губернії 1829 року», віднесли до Учкуйської волості (перетвореної з Байрацької). На карті 1836 в селі Суу-Сали 63 двори, як і на карті 1842, а, згідно «Військово-статистичного огляду Російської Імперії» за 1849, в селі було 250 жителів.
У 1860-х роках, після земської реформи Олександра II, село визначили центром нової Салинської волості. Згідно з «Списком населених місць Таврійської губернії за відомостями 1864 року», складеному за результатами VIII ревізії 1864 року, Сали (або Суук-Сали) — російське казенне село з 82 дворами, 667 жителями, православною церквою, волостним правлінням та волостним правлінням Сали. На триверстової карті Шуберта 1865—1876 в Сали позначено 103 двори. На 1886 рік у селі Сали при річці Сали-Чокрак, згідно з довідником «Волости і найважливіші селища Європейської Росії», проживало 704 особи в 110 домогосподарствах, знаходилося волосне правління, діяли православна церква, школа і. У «Пам'ятній книзі Таврійської губернії 1889» за результатами Х ревізії 1887 записані Сали з 133 дворами і 869 жителями.
Після земської реформи 1890-х років село залишилося центром перетвореної Салинської волості. На верстової карті 1890 в селі позначено 213 дворів з російським населенням. За «…Пам'ятною книжкою Таврійської губернії на 1892 рік» у Сали, що складав Салинське сільське суспільство, вважався 1061 житель у 160 домогосподарствах. Всеросійський перепис 1897 року зафіксував у селі 1143 жителів, з яких 1124 православних. За «…Пам'ятною книжкою Таврійської губернії на 1902 рік» у селі Сали вважалося 1375 жителів у 136 домогосподарствах. На 1902 в селі працював фельдшер. На 1914 в селищі діяло земське училище. За Статистичним довідником Таврійської губернії. ч. Друга. Статистичний нарис, випуск п'ятий повіт Феодосії, 1915 рік, в селі Сали Салинської волості повіту Феодосії вважалося 270 дворів з російським населенням в кількості 1621 людина приписних жителів і 32 «сторонніх». Станом на 1917 в селі діяла церква.
Після окупації Криму більшовиками, за постановою Кримрівкому від 8 січня 1921 була скасована волосна система і село увійшло до складу новоствореного Старо-Кримського району Феодосійського повіту, а в 1922 повіти отримали назву округів. 11 жовтня 1923 року, згідно з постановою ВЦВК, до адміністративного поділу Кримської АРСР було внесено зміни, внаслідок яких округи ліквідувалися та Старо-Кримський район став самостійною адміністративною одиницею. Декретом ВЦВК від 04 вересня 1924 року «Про скасування деяких районів Автономної Кримської С. С. Р.» Старо-Кримський район було скасовано і село включили до району Феодосії. Згідно зі Списком населених пунктів Кримської АРСР по Всесоюзному перепису 17 грудня 1926 року, в селі Сали, центрі Салинського сільради Феодосійського району, вважалося 347 дворів, з них 340 селянських, населення становило 1368 осіб, з них 1514 росіян, грека, 3 білоруси, 1 єврей, 38 записані у графі «інші», діяла російська школа. Постановою ВЦВК «Про реорганізацію мережі районів Кримської АРСР» від 30 жовтня 1930 року з району Феодосії було виділено (відтворено) Старо-Кримський район (за іншими відомостями 15 вересня 1931 року) і село включили до його складу ].. За даними всесоюзного перепису населення 1939 року в селі проживало 1030 осіб.
Указом Президії Верховної Ради РРФСР від 21 серпня 1945 року Сали разом з іншими населеними пунктами було перейменовано на Грушівку та Салинську сільраду — на Грушівську. З 25 червня 1946 року Грушівка у складі Кримської області РРФСР, а 26 квітня 1954 року Кримська область була передана зі складу РРФСР до складу УРСР. 1959 року було ліквідовано Старокримський район і село приєднали до Судацького. Указом Президії Верховної Ради УРСР «Про укрупнення сільських районів Кримської області», від 30 грудня 1962 року Судакський район було скасовано і село приєднали до Білогірського. 1 січня 1965 року, указом Президії ВР УРСР «Про внесення змін до адміністративного районування УРСР — по Кримській області», включили до складу Кіровського. На 1974 в Грушівці вважалося 1700 жителів. В 1979 був відтворений Судакський район і село передали до його складу. За даними перепису 1989 року в селі проживало 1811 осіб. З 12 лютого 1991 року село у відновленій Кримській АРСР. Постановою Верховної Ради Автономної Республіки Крим від 9 липня 1991 року Судакський район було ліквідовано, створено Судакську міськраду, якій перепідпорядкували село. 26 лютого 1992 року Кримська АРСР перейменована в Автономну Республіку Крим. З 21 березня 2014 — окупована Росією і знаходиться тимчасово у складі «Республіки Крим», з 5 червня 2014 в так званому «Міському окрузі Судак».
23 березня 2023 року невідомі підняли прапор України.
У вересня 2023 року у складі Феодосійського району АР Крим.

## Населення

### Мова
Розподіл населення за рідною мовою за даними перепису 2001 року:
| Мова                | Відсоток |
| ------------------- | -------- |
| російська           | 54,87 %  |
| кримськотатарська   | 37,63 %  |
| українська          | 6,77 %   |
| інші/не визначилися | 0,73 %   |